# پرنده دورشو
پرنده دورشو (نام علمی: Corythaixoides) نام یک سرده از تیره موزخوار است.

## گونه‌ها
- پرنده دورشوی رخ‌برهنه، Corythaixoides personatus
- پرنده دورشوی خاکستری، Corythaixoides concolor
- پرنده دورشوی شکم‌سفید، Corythaixoides leucogaster